# Ruth Pitter
Ruth Pitter (ur. 7 listopada 1897, zm. 29 lutego 1992) – angielska poetka, jako pierwsza kobieta otrzymała w 1955 Queen’s Gold Medal for Poetry. Urodziła się w Ilford, Essex, jednym z przedmieść Londynu. Jej rodzice byli nauczycielami. Jej pierwszym ważnym tomikiem był Mad Lady's Garland (1934) ze wstępem jej przyjaciela Hilaire’a Belloca. Znała też C.S. Lewisa, pod którego wpływem przeszła na anglikanizm. Nie założyła rodziny. Utrzymywała się z produkcji mebli ozdobnych. W czasie II wojny światowej pracowała w fabryce amunicji. Obecnie jej poezja jest szerzej nieznana.